# Unité d'instruction de la brigade Gurkha
Stationnée à Catterick en Grande-Bretagne, cette unité d'instruction de la brigade Gurkha est chargée du recrutement et de la formation initiale des Gurkhas.

## Histoire

### Training Depot Brigade of Gurkhas (TDBG)
ou Unité de dépôt et d'entraînement de la brigade gurkha
Alors que la Grande-Bretagne recrute des soldats népalais depuis le XIXe siècle, aucun effort n'avait été fait pour un mettre en place un système centralisé de recrutement et de formation jusqu'à la Deuxième Guerre mondiale. En conséquence, le recrutement était effectué dans les différents centres d'entraînements propres au régiment sur tout le territoire népalais et indien.
Le besoin de création d'un tel centre se fit sentir à la fin des années 1940, avec l'indépendance de l'Inde. Le TDBG fut donc créé le 15 août 1951 à Sungai Petani, Kedah en Malaisie.
Avec l'indépendance de la Malaisie, le TDBG, fut déménagé comme les autres unités pour s'installer à Hong Kong en 1971.
Là, on enseignait aux jeunes recrues, les bases de l'anglais, ainsi que les compétences militaires de base : vie en campagne, maniement d'armes, etc. Mais, dans le même temps, les jeunes recrues venues des montagnes de l'Himalaya faisaient connaissance avec une autre vie, une autre culture dans un environnement bien différent. Cette phase de transition était un moment crucial dans leur vie en vue de leur futurs engagements.

### La fin du TDBG et la création du GTW (Gurkha training wing)
À la suite de la rétrocession de Hong Kong à la République populaire de Chine, le TDBG, fut fermé en décembre 1999. Mais une autre unité lui fut substituée immédiatement, le Gurkha training wing (unité de formation gurkha). Elle fut créée à  Church Crookham en  Grande-Bretagne, dans un quartier baptisé Queen Elizabeth  Barracks.
En décembre 1999, l'unité déménagea vers Catterick pour devenir la Gurkha Company, 3rd Battalion, Infantry Training Centre (ITC) ou compagnie gurkha du 3e bataillon du centre d'entraînement de l'infanterie. Actuellement organisée en deux groupement : groupement A (Imphal) et groupement B (Meiktila), la compagnie maintient 72 permanents de tous grades et 230 recrues à l'instruction.

## Sélection et instruction initiale

### Première étape: lasélection des montagnes
La sélection des montagnes se déroule dans plusieurs localités au Népal. Il y a, en général, environ trente candidats pour un poste ouvert à cette étape. Les recrues potentielles doivent satisfaire aux critères suivants avant de prétendre être admises à l'étape suivante :
- âge compris entre 17 et 22 ans
- mesurer au minimum 1,57 m
- peser au moins 50 kilogrammes
- être en bonne santé
- avoir un certain niveau d'éducation

### Deuxième étape: le centre de sélection Pokhara
Cette étape dure trois semaines. Tous les candidats doivent passer les épreuves suivantes dans l'ordre avant de passer à l'étape suivante :
- test d'anglais
- test de mathématiques
- test de sport incluant des exercices physiques et la course Doko (courir 4,2 km en côte en portant un sac de 35 kg de pierre)
- test d'initiative
- entretien final

### Troisième étape: formation  initiale au GTW de Catterick
Cette formation initiale de neuf mois comprend :
- enseignement de l'anglais (3 mois)
- connaissances  militaires
- culture occidentale et mode de vie

### Dernière étape: l'affectation
La réussite des recrues est marquée par un défilé à la fin de l'instruction initiale. En fonction des résultats et des progrès effectué, le classement final permet aux jeunes soldats d'être affectés en unité au sein de la brigade. En général, ceux qui obtiennent les meilleurs résultats au test de mathématiques au cours de la deuxième étape sont affectés dans les transmissions ou le génie.